# 23455 Fumi
23455 Fumi este un asteroid din centura principală de asteroizi.

## Descriere
23455 Fumi este un asteroid din centura principală de asteroizi. A fost descoperit pe 5 decembrie 1988 la Kiso de Tsuko Nakamura. El prezintă o orbită caracterizată de o semiaxă mare de 2,99 ua, o excentricitate de 0,09 și o înclinație de 10,4° în raport cu ecliptica.